# Saison 10 de Blacklist
Chronologie
Saison 9
Cet article présente le résumé des épisodes de la dixième et dernière saison de la série télévisée américaine Blacklist.

## Généralités
La série télévisée policière américaine a été commandée le 22 février 2022,
et diffusée pour la première fois le 26 février 2023 sur NBC.
James Spader, Diego Klattenhoff, Hisham Tawfiq et Harry Lennix sont revenus pour cette saison, tandis qu'Anya Banerjee a fait ses débuts dans un nouveau rôle principal. C'est la première saison de la série sans Amir Arison et la première depuis plusieurs années sans Laura Sohn mais aussi la deuxième saison sans Megan Boone.
La saison est produite par Davis Entertainment, Universal Television et Sony Pictures Television. John Eisendrath (en), John Davis, Joe Carnahan et John Fox restent producteurs exécutifs de la série, tandis que le créateur de la série, Jon Bokenkamp, est revenu en tant que producteur exécutif.

## Distribution

### Acteurs principaux
- James Spader (VF : Pierre-François Pistorio) : Raymond « Red » Reddington
- Diego Klattenhoff (VF : Alexandre Gillet) : Donald Ressler
- Harry Lennix (VF : Thierry Desroses) : Harold Cooper
- Hisham Tawfiq (VF : Frantz Confiac) : Dembe Zuma
- Anya Banerjee (VF : Anaïs Delva) : Siya Malik

### Acteurs récurrents et invités
- Chin Han (VF : William Coryn) : Wujing
- Deirdre Lovejoy (VF : Danièle Douet) : Cynthia Panabaker
- Stacy Keach (VF : Jean Barney) : Robert Vesco
- Amir Arison (VF : Laurent Larcher) : Aram Mojtabai (épisode 1)
- Teddy Coluca (VF : Patrick Messe) : Teddy Brimley
- Jonathan Holtzman (VF : Alexandre Bierry) : Chuck
- Alex Shimizu : Tadashi Ito
- Anzu Lawson (VF : Sabrina Marchese) : Mariko Ito
- Sami Bray (VF : Manon Adolphe): Agnes Keen
- Alex Brightman (VF : Erwan Tostain) : Herbie Hambright
- Daniel Sauli (VF : Frédéric Philippe) : Le Freelance
- Aaron Yoo (VF : Anatole Yun) : Bo Chang / Le Désinformateur
- Rebecca Faulkenberry : Paige
- Laverne Cox (VF : Armelle Gallaud) :  Dr. Laken Perillos
- Toby Leonard Moore (VF : Stéphane Fourreau) : Arthur Hudson
- Aida Turturro (VF : Marie-Laure Dougnac) : Heddie Hawkins (3ème Voix)
- Andrew McCarthy : Andrew
- Chris McKenna (II) (VF :  Constantin Pappas) : Richard Deever
- Parminder Nagra : Meera Malik (la mère de Siya Malik)
- Seth Gilliam (VF : Serge Faliu) : Lawrence Whitaker
- Diany Rodriguez (VF : Camille Rave) : Weecha Xiu
- David Zayas (VF : Enrique Carballido) : Manny Soto
- Mackenzie Astin : Jonathan Pritchard, filleul de Donald Ressler aux narcotiques anonymes

## Liste des épisodes

### Épisode 1:L'oiseau de nuit
- États-Unis : 26 février 2023 sur NBC
- France : 1er mars 2024 sur Netflix

- États-Unis : 2,32 millions de téléspectateurs[6]

- Quinzième épisode de la série à ne pas avoir de numéro de la liste dans son titre.
- Bien qu'ayant quitté la série à la fin de la saison 9, Amir Arison fait une apparition au début de l'épisode.

### Épisode 2:La rabatteuse
- États-Unis : 5 mars 2023 sur NBC
- France : 1er mars 2024 sur Netflix

- États-Unis : 1,76 million de téléspectateurs[7]

### Épisode 3:Les tireurs d'élite
- États-Unis : 12 mars 2023 sur NBC
- France : 1er mars 2024 sur Netflix

- États-Unis : 1,89 million de téléspectateurs[8]

### Épisode 4:La hyène
- États-Unis : 19 mars 2023 sur NBC
- France : 1er mars 2024 sur Netflix

- États-Unis : 1,72 million de téléspectateurs[9]

### Épisode 5:L'affaire Dockery
- États-Unis : 26 mars 2023 sur NBC
- France : 1er mars 2024 sur Netflix

- États-Unis : 1,78 million de téléspectateurs[10]

- Seizième épisode de la série à ne pas avoir de numéro de la liste dans son titre

### Épisode 6:Dr Laken Perillos, partie 2
- États-Unis : 2 avril 2023 sur NBC
- France : 1er mars 2024 sur Netflix

- États-Unis : 2,06 millions de téléspectateurs[11]

### Épisode 7:Le Freelance, partie 2
- États-Unis : 9 avril 2023 sur NBC
- France : 1er mars 2024 sur Netflix

- États-Unis : 2,12 millions de téléspectateurs[12]

### Épisode 8:Le désinformateur, partie 2
- États-Unis : 16 avril 2023 sur NBC
- France : 1er mars 2024 sur Netflix

- États-Unis : 1,73 million de téléspectateurs[13]

### Épisode 9:Le désinformateur, partie 3
- États-Unis : 23 avril 2023 sur NBC
- France : 1er mars 2024 sur Netflix

- États-Unis : 1,69 million de téléspectateurs[14]

### Épisode 10:Le Facteur
- États-Unis : 30 avril 2023 sur NBC
- France : 1er mars 2024 sur Netflix

- États-Unis : 1,98 million de téléspectateurs[15]

### Épisode 11:L'homme au chapeau
- États-Unis : 7 mai 2023 sur NBC
- France : 1er mars 2024 sur Netflix

- États-Unis : 1,70 million de téléspectateurs[16]

### Épisode 12:Dr Michael Abani
- États-Unis : 14 mai 2023 sur NBC
- France : 1er mars 2024 sur Netflix

- États-Unis : 1,66 million de téléspectateurs[17]

### Épisode 13:L'erreur chromatique Sicilienne
- États-Unis : 21 mai 2023 sur NBC
- France : 1er mars 2024 sur Netflix

- États-Unis : 1,55 million de téléspectateurs[18]

### Épisode 14:Mariée au néant
- États-Unis : 28 mai 2023 sur NBC
- France : 1er mars 2024 sur Netflix

- États-Unis : 1,89 million de téléspectateurs[19]

### Épisode 15:Le coup du chapeau
- États-Unis : 1er juin 2023 sur NBC
- France : 1er mars 2024 sur Netflix

- États-Unis : 2,78 millions de téléspectateurs[20]

### Épisode 16:Blair Foster
- États-Unis : 1er juin 2023 sur NBC
- France : 1er mars 2024 sur Netflix

- États-Unis : 2,27 millions de téléspectateurs[21]

### Épisode 17:La Morgana logistics corporation
- États-Unis : 8 juin 2023 sur NBC
- France : 1er mars 2024 sur Netflix

- États-Unis : 2,45 millions de téléspectateurs[22]

### Épisode 18: Wormwood
- États-Unis : 22 juin 2023 sur NBC
- France : 1er mars 2024 sur Netflix

- États-Unis : 2,47 millions de téléspectateurs[23]

### Épisode 19: La salle417
- États-Unis : 29 juin 2023 sur NBC
- France : 1er mars 2024 sur Netflix

- États-Unis : 2,52 millions de téléspectateurs[24]

### Épisode 20:Arthur Hudson
- États-Unis : 6 juillet 2023 sur NBC
- France : 1er mars 2024 sur Netflix

- États-Unis : 2,43 millions de téléspectateurs[25]

### Épisode 21:Raymond Reddington, partie 1
- États-Unis : 13 juillet 2023 sur NBC
- France : 1er mars 2024 sur Netflix

- États-Unis : 2,81 millions de téléspectateurs[26]

### Épisode 22:Raymond Reddington: Bonne nuit
- États-Unis : 13 juillet 2023 sur NBC
- France : 1er mars 2024 sur Netflix

- États-Unis : 2,64 millions de téléspectateurs[26]

## Audiences

### Aux États-Unis
| no d'épisode | Titre original                    | Date de diffusion originale | Taux sur les 18-49 ans (en %) | Taux sur les 18-49 ans (en %) | Taux sur les 18-49 ans (en %) | Audience (en millions de téléspectateurs) | Audience (en millions de téléspectateurs) | Audience (en millions de téléspectateurs) |
| no d'épisode | Titre original                    | Date de diffusion originale | TV                            | DVR                           | Total                         | TV                                        | DVR                                       | Total                                     |
| ------------ | --------------------------------- | --------------------------- | ----------------------------- | ----------------------------- | ----------------------------- | ----------------------------------------- | ----------------------------------------- | ----------------------------------------- |
| 1            | The Night Owl                     | 26 février 2023             | 0.2                           | indeterminé                   | indeterminé                   | 2,32                                      | indeterminé                               | indeterminé                               |
| 2            | The Whaler                        | 5 mars 2023                 | 0,1                           | indeterminé                   | indeterminé                   | 1,76                                      | indeterminé                               | indeterminé                               |
| 3            | The Four Guns                     | 12 mars 2023                | 0,2                           | indeterminé                   | indeterminé                   | 1,89                                      | indeterminé                               | indeterminé                               |
| 4            | The Hyena                         | 19 mars 2023                | 0,2                           | indeterminé                   | indeterminé                   | 1,72                                      | indeterminé                               | indeterminé                               |
| 5            | The Dockery Affair                | 26 mars 2023                | 0,2                           | indeterminé                   | indeterminé                   | 1,78                                      | indeterminé                               | indeterminé                               |
| 6            | Dr. Laken Perillos: Conclusion    | 2 avril 2023                | 0,2                           | indeterminé                   | indeterminé                   | 2,06                                      | indeterminé                               | indeterminé                               |
| 7            | The Freelancer: Part 2            | 9 avril 2023                | 0,2                           | indeterminé                   | indeterminé                   | 2,12                                      | indeterminé                               | indeterminé                               |
| 8            | The Troll Farmer: Part 2          | 16 avril 2023               | 0,2                           | indeterminé                   | indeterminé                   | 1,73                                      | indeterminé                               | indeterminé                               |
| 9            | The Troll Farmer: Part 3          | 23 avril 2023               | 0,2                           | indeterminé                   | indeterminé                   | 1,69                                      | indeterminé                               | indeterminé                               |
| 10           | The Postman                       | 30 avril 2023               | 0,2                           | indeterminé                   | indeterminé                   | 1,98                                      | indeterminé                               | indeterminé                               |
| 11           | The Man in the Hat                | 7 mai 2023                  | 0,2                           | indeterminé                   | indeterminé                   | 1,70                                      | indeterminé                               | indeterminé                               |
| 12           | Dr Michael Abani                  | 14 mai 2023                 | 0,2                           | indeterminé                   | indeterminé                   | 1,66                                      | indeterminé                               | indeterminé                               |
| 13           | The Sicilian Error of Color       | 21 mai 2023                 | 0,2                           | indeterminé                   | indeterminé                   | 1,55                                      | indeterminé                               | indeterminé                               |
| 14           | The Nowhere Bride                 | 28 mai 2023                 | 0,2                           | indeterminé                   | indeterminé                   | 1,89                                      | indeterminé                               | indeterminé                               |
| 15           | The Hat Trick                     | 1er juin 2023               | 0,2                           | indeterminé                   | indeterminé                   | 2,78                                      | indeterminé                               | indeterminé                               |
| 16           | Blair Foster                      | 1er juin 2023               | 0,2                           | indeterminé                   | indeterminé                   | 2,27                                      | indeterminé                               | indeterminé                               |
| 17           | The Morgana Logistics Corporation | 8 juin 2023                 | 0,3                           | indeterminé                   | indeterminé                   | 2,45                                      | indeterminé                               | indeterminé                               |
| 18           | Wormwood                          | 22 juin 2023                | 0,2                           | indeterminé                   | indeterminé                   | 2,47                                      | indeterminé                               | indeterminé                               |
| 19           | Room 417                          | 29 juin 2023                | 0,3                           | indeterminé                   | indeterminé                   | 2,52                                      | indeterminé                               | indeterminé                               |
| 20           | Arthur Hudson                     | 6 juillet 2023              | 0,2                           | indeterminé                   | indeterminé                   | 2,43                                      | indeterminé                               | indeterminé                               |
| 21           | Raymond Reddington: Part 1        | 13 juillet 2023             | 0,3                           | indeterminé                   | indeterminé                   | 2,80                                      | indeterminé                               | indeterminé                               |
| 22           | Raymond Reddington : Good Night   | 13 juillet 2023             | 0,2                           | indeterminé                   | indeterminé                   | 2,64                                      | indeterminé                               | indeterminé                               |